# Henrik Scheller
Henrik Scheller (* 1972 in Berlin) ist ein deutscher Politologe, Hochschullehrer und Teamleiter am Deutschen Institut für Urbanistik.

## Leben und berufliche Entwicklung
Nach seinem Studium, während dessen er auch für Pricewaterhouse Coopers tätig war, legte er 2001 ein künstlerisch-wissenschaftliches Staatsexamen ab. 2002 erwarb er das Diplom, 2004 die Doktorwürde in Politikwissenschaft an der Freien Universität Berlin. Daneben war er 2001/2002 Mitarbeiter im Berliner Büro von Oswald Metzger. 2006/2007 war er Post-Doctoral Fellow am Institute of Intergovernmental Relations an der Queen’s University, Kingston, Kanada.
2008/2009 arbeitete er als Projektleiter am Hamburgischen WeltWirtschaftsInstitut (HWWI). Das Projekt befasste sich mit „Hamburgs Staatsfinanzen – Entwicklung und Zukunft“. 2009 war er Visiting Fellow am American Institute for Contemporary German Studies an der Johns Hopkins University, Washington DC, USA.
2007 – 2011 war er Project Manager bei der Bertelsmann Stiftung. Seine Projekte waren: „Zukunft global denken“, Modul: „Governance globaler Megatrends“, „Aktion Demographischer Wandel“, Modul „Bund – Länder“. Er war auch verantwortlich für das Thema Föderalismusreform II.
2011 – 2013 arbeitete Scheller als Wissenschaftlicher Mitarbeiter am Lehrstuhl „Politik und Regieren in Deutschland und Europa“ an der Universität Potsdam. 2013–2015 vertrat er die W3-Professur „Politik und Regieren in Deutschland und Europa“ an der Universität Potsdam.
Henrik Scheller ist seit 2015 Teamleiter „Wirtschaft und Finanzen“ am Deutschen Institut für Urbanistik.

## Tätigkeit
Schellers Arbeitsbereiche sind Infrastruktur, Wirtschaft und Finanzen, insbesondere Finanz- und Haushaltspolitik der Kommunen, Investitionspolitik und Infrastrukturfinanzierung der Kommunen, Mischfinanzierungen, Föderale Finanzbeziehungen sowie Kommunale Finanzausgleichssysteme.

## Publikationen

### Monographien und Herausgeberschaften
- L. H. Anders, H. Scheller, T. Tuntschew (Hrsg.): Parteien und die Politisierung der Europäischen Union. (= Vergleichende Politikwissenschaft). Springer VS, Wiesbaden 2018.
- A. Eppler, H. Scheller: Zur Konzeptionalisierung europäischer Desintegration. Zug- und Gegenkräfte im europäischen Integrationsprozess. Nomos Verlagsgesellschaft, Baden-Baden 2013.
- G. Anderson, H. Scheller: Fiskalföderalismus. Eine international vergleichende Einführung. Verlag Barbara Budrich, UTB, Opladen 2012.
- M. Junkernheinrich, S. Korioth, T. Lenk, H. Scheller, M. Woisin (Hrsg.): Jahrbuch für öffentliche Finanzen 2009. Berliner Wissenschaftsverlag, Berlin 2009. (fortlaufend)
- R. Baus, H. Scheller, R. Hrbek (Hrsg.): Der deutsche Föderalismus 2020 – Die bundesstaatliche Kompetenz- und Finanzverteilung im Spiegel der Föderalismusreform I und II. (= Schriftenreihe des Europäischen Zentrums für Föderalismus-Forschung. Band 35). Nomos Verlagsgesellschaft, Baden-Baden 2009.
- H. Scheller, J. Schmid (Hrsg.): Föderale Politikgestaltung im deutschen Bundesstaat – Variable Verflechtungsmuster in Politikfeldern. (= Schriftenreihe des Europäischen Zentrums für Föderalismus-Forschung. Band 32). Nomos Verlagsgesellschaft, Baden-Baden 2008.
- M. Junkernheinrich, H. Scheller, M. Woisin (Hrsg.): Zwischen Reformidee und Funktionsanspruch – Konzeptionen und Positionen zur deutschen Finanzverfassung. (= Forum Öffentliche Finanzen). Analytica Verlagsgesellschaft, Lüdenscheid 2007.
- H. Scheller: Politische Maßstäbe für eine Reform des bundesstaatlichen Finanzausgleichs. (= Forum Öffentliche Finanzen). Dissertation, Freie Universität, Berlin. Analytica Verlagsgesellschaft, Lüdenscheid 2005.

### Veröffentlichungen mit Kommunalbezug (Auswahl)
- S. Schneider, H. Scheller, B. Holbach-Grömig: Städtebauförderung in NRW. Erfolgsfaktoren und Hemmnisse der Beantragung, Bewilligung und Abrechnung von Fördermitteln. (= Difu-Impulse. 5). Berlin 2018.
- H. Floeting, G. Kirchhoff, H. Scheller, J. Schneider (Hrsg.): Zuwanderung und Integration von Geflüchteten in Kommunen. Der lange Weg vom Ankommen zum Bleiben. (= Difu-Impulse. 1). Berlin 2018.
- H. Scheller: KfW-Kommunalpanel 2017. herausgegeben von der KfW Bankengruppe. Frankfurt am Main 2017.
- H. Scheller: Integration im deutschen Bundesstaat: Von einer Finanzkraft- zu einer Bedarfsorientierung fiskalischer Ausgleichsmechanismen. In: Der Gemeindehaushalt. H. 1, 2017, S. 6–12.
- H. Scheller: Ansätze für eine generationengerechte Stadt-, Infrastruktur- und Finanzierungsplanung der Kommunen. In: Sächsischer Rechnungshof (Hrsg.): Finanzkontrolle in Sachsen. Band 8, Dresden 2017, S. 91–102.
- H. Scheller: Die Integrationskraft des deutschen Bundesstaates und seiner Glieder – ein fiskalisches Organisationsproblem? In: Martin Junkernheinrich, Joachim Lange (Hrsg.): Föderale Finanzbeziehungen unter Druck. Von der Flüchtlingspolitik bis zur Reform des Länderfinanzausgleichs. (= Loccumer Protokolle. 16/14). 2017, S. 133–158.